# Margareta Budner

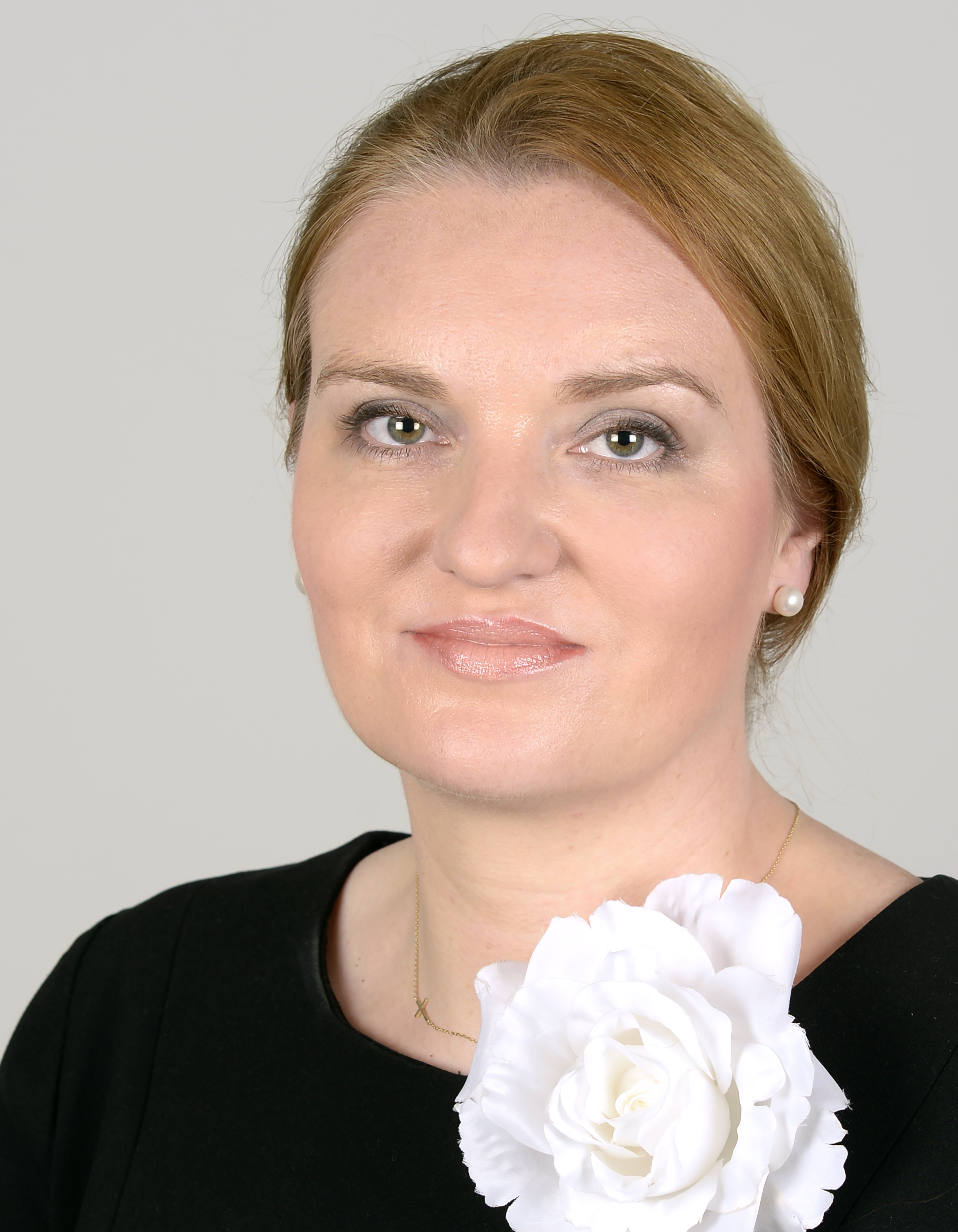
Margareta Budner (2015)

Margareta Budner (* 11. Juni 1975 in Konin) ist eine polnische Ärztin und Politikerin (PiS).
Im Jahr 2000 schloss sie ihr Studium an der Medizinischen Universität Posen ab und arbeitete anschließend als Ärztin. Von 2001 bis 2006 gehörte sie der Partei Samoobrona an. Von 2005 bis 2007 war sie Abgeordnete im Senat. Sie wurde aus dem Wahlkreis 37 Konin gewählt. 2011 trat sie bei der Parlamentswahl erfolglos für Prawo i Sprawiedliwość (PiS) an. Im Jahr 2015 konnte sie, ebenfalls für PiS, in das Parlament einziehen. 2019 wurde sie wiedergewählt.
Ihr Vater ist Alfred Budner, der ebenfalls Politiker ist.